# Гертнер, Иоган Вильгельм
Иоган Вильгельм Гертнер (дат. Johan Vilhelm Gertner; 10 мая 1818, Копенгаген — 29 марта 1871, Копенгаген) — датский живописец портретного и бытового жанра. Один из последних учеников Кристоффера Вильгельма Эккерсберга, одного из основоположников Золотого века датской живописи.

## Жизнь и творчество
Гертнер родился в семье ремесленника на военно-морской базе Холмен. В 1831—1837 годах учился в Датской королевской академии искусств в Копенгагене, где был одним из учеников Эккерсберга, который привил ему натуралистический подход к живописи, но Гертнер пошёл ещё дальше, вдохновившись французским искусством и достижениями фотографии.
Вначале он копировал картины Датского национального музея, затем воспроизводил эти копии, а также собственные рисунки, в офортах и литографиях. После смерти в конце 1838 года датского короля Фредерика VI и восшествия на престол Кристиана VIII художник получил в 1839 году крупный заказ от королевского двора на серию картин, в которых он должен был запечатлеть торжества по поводу коронации Кристиана VIII. С 1858 года Гертнер — профессор Датской академии искусств.
Кроме многочисленных портретов своих знаменитых современников (среди них — портреты датских королей, скульптора Б. Торвальдсена и К. В. Эккерсберга) Гертнер создавал картины с изображениями бытовых сцен и исторических сюжетов. Особенно удачно у него получались детские сюжеты.
Его виртуозность в создании почти фотографически точных портретов впечатляла многих; в частности, его способность воспроизводить текстуры и материалы — накрахмаленные шёлковые платья, бархат, блестящие медали и драгоценности, тёмную мебель из красного дерева, шелковистые обои и мягкие ковры — принесла ему большое признание. Однако некоторые, такие как влиятельный историк искусства и критик Нильс Лауриц Хёйен, который выступал против любого иностранного влияния на датскую живопись, не одобряли его стиль, предпочитая более искренние и непосредственные изображения.

## Галерея

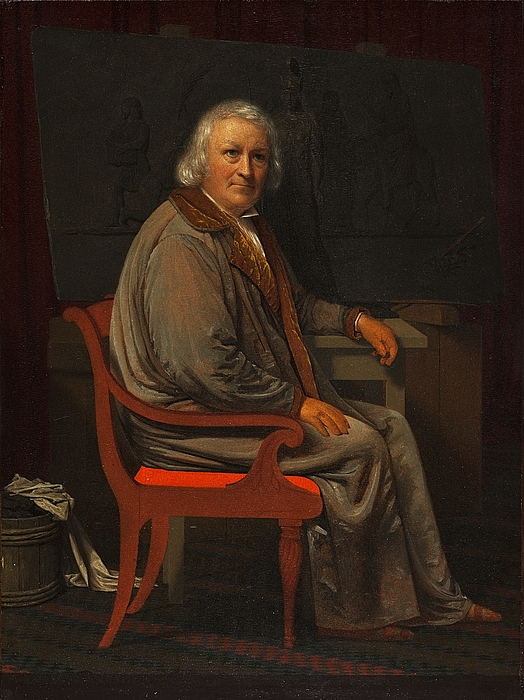
Портрет Бертеля Торвальдсена. 1839. Холст, масло. Музей Торвальдсена, Копенгаген
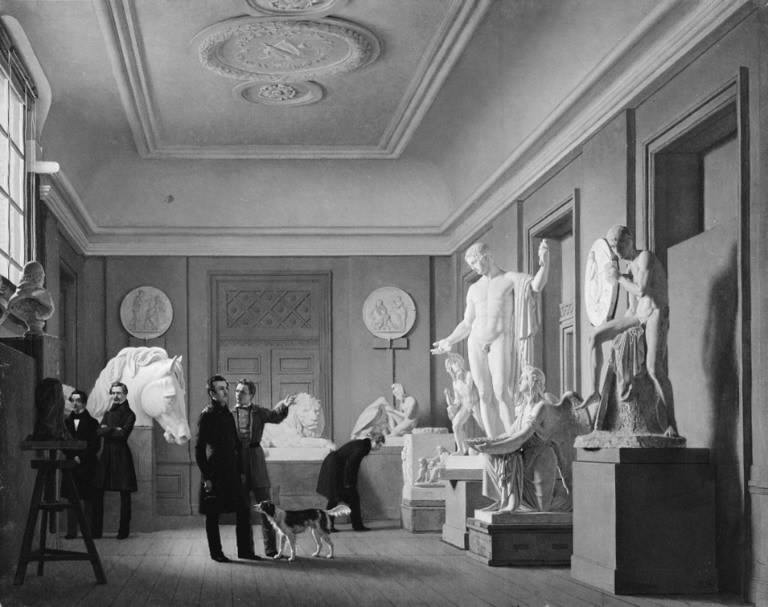
Ателье Торвальдсена во дворце Шарлоттенборг. 1836. Холст, масло. Городской музей искусств, Копенгаген
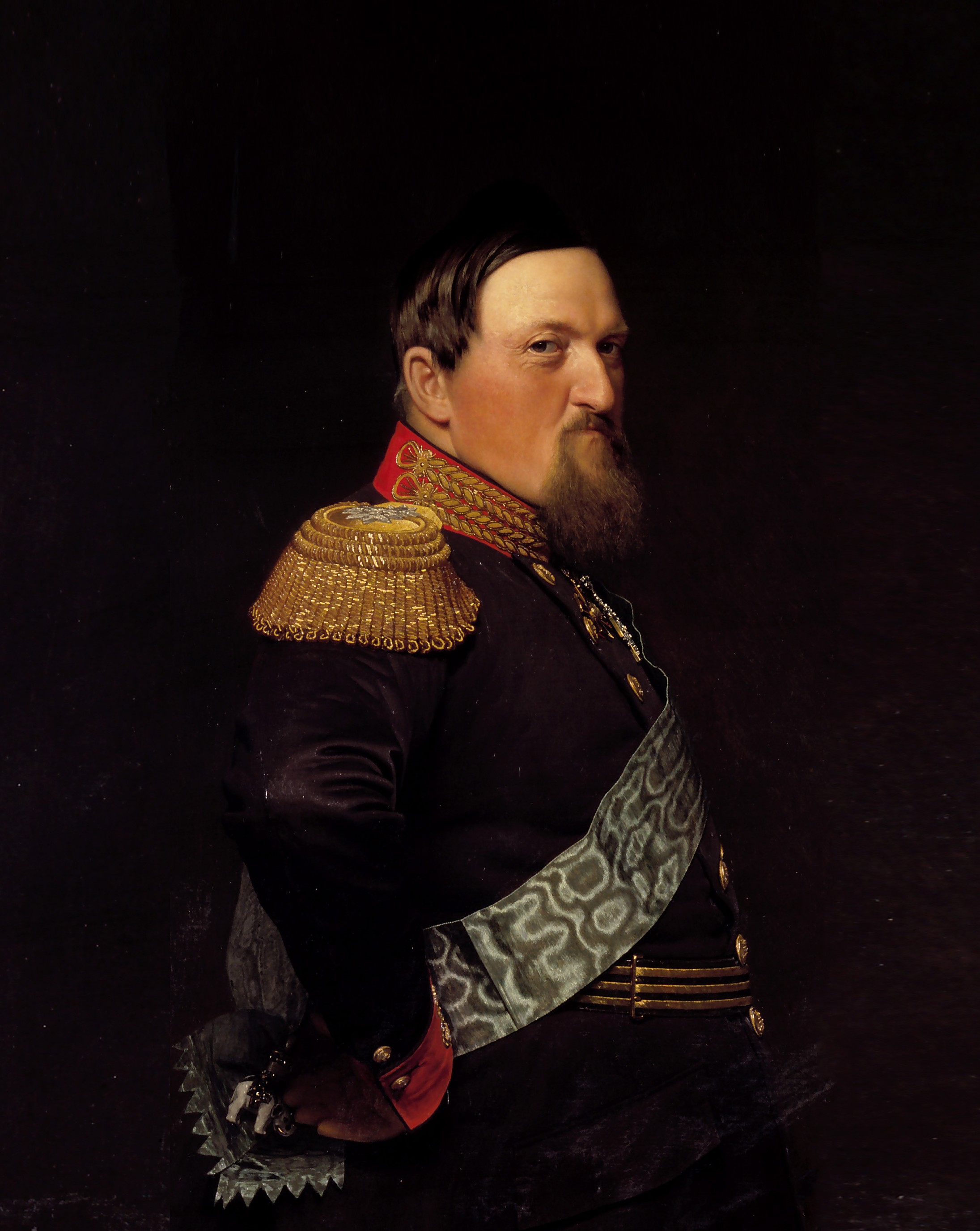
Портрет короля Дании Фредерика VII. 1861. Холст, масло. Замок Розенборг, Копенгаген
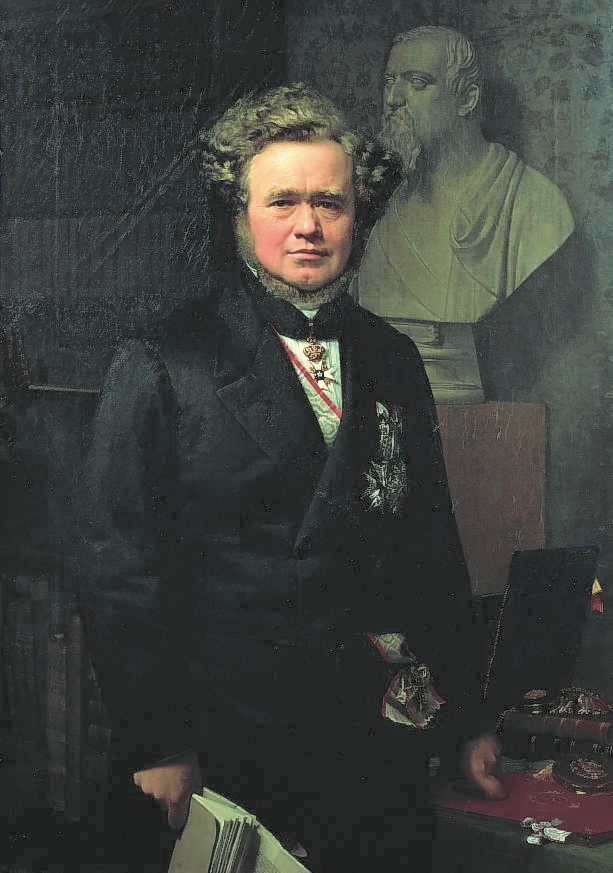
Портрет Карла Кристиана Халла. 1864. Холст, масло. Музей национальной истории замка Фредериксборг, Хиллерёд
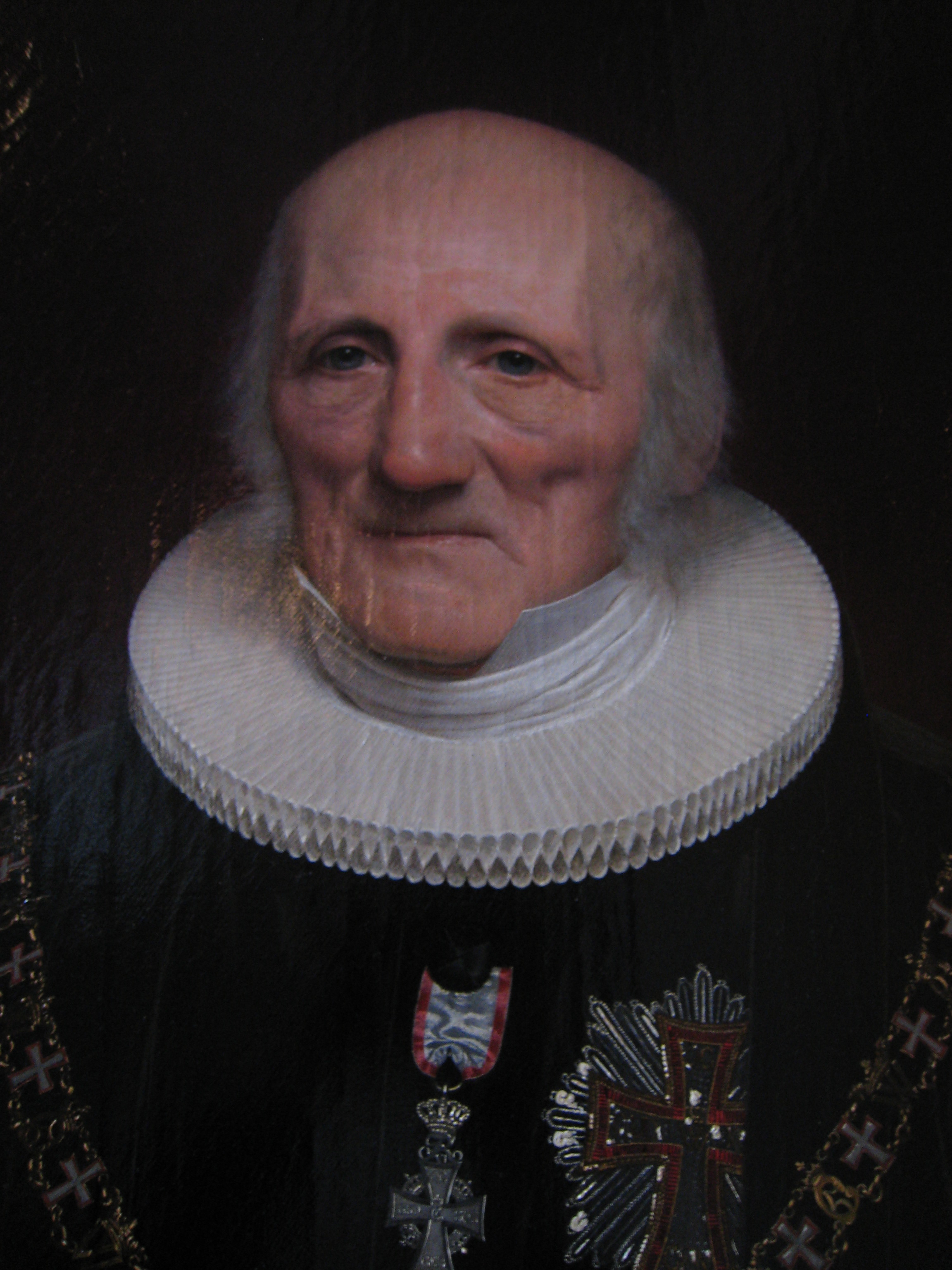
Портрет епископа Якоба Петера Минстера. 1853. Холст, масло. Даннеборг
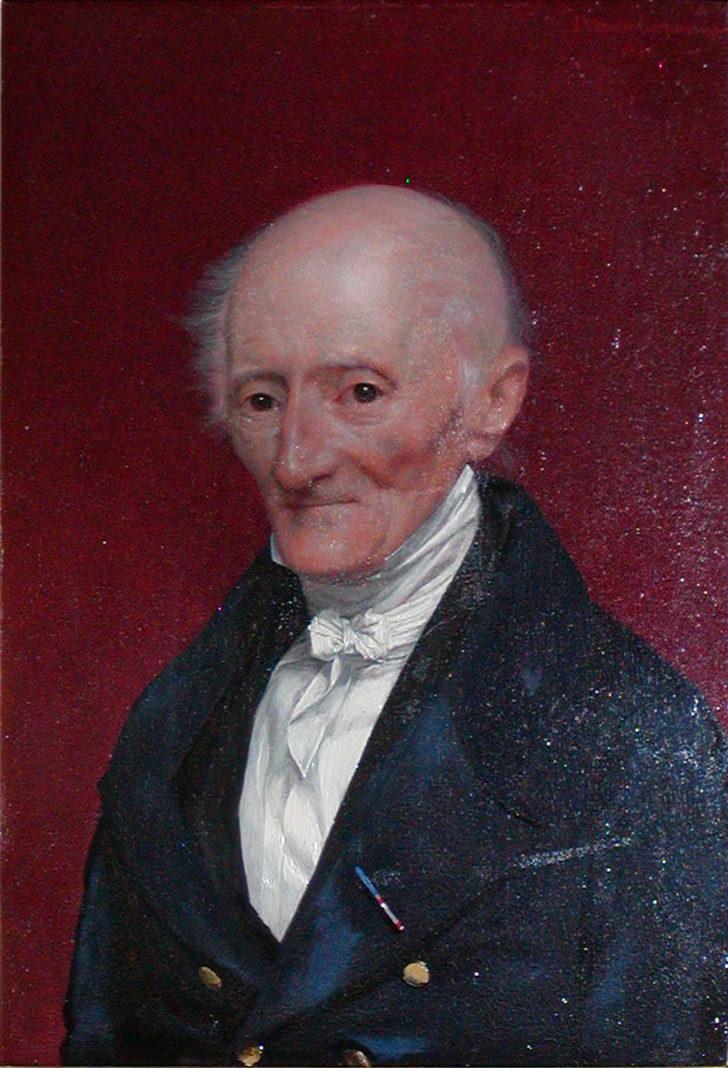
Портрет Лауридса Энгельстофта. 1800-е. Холст, масло. Музей национальной истории замка Фредериксборг, Хиллерёд